# DVB-T-Stick

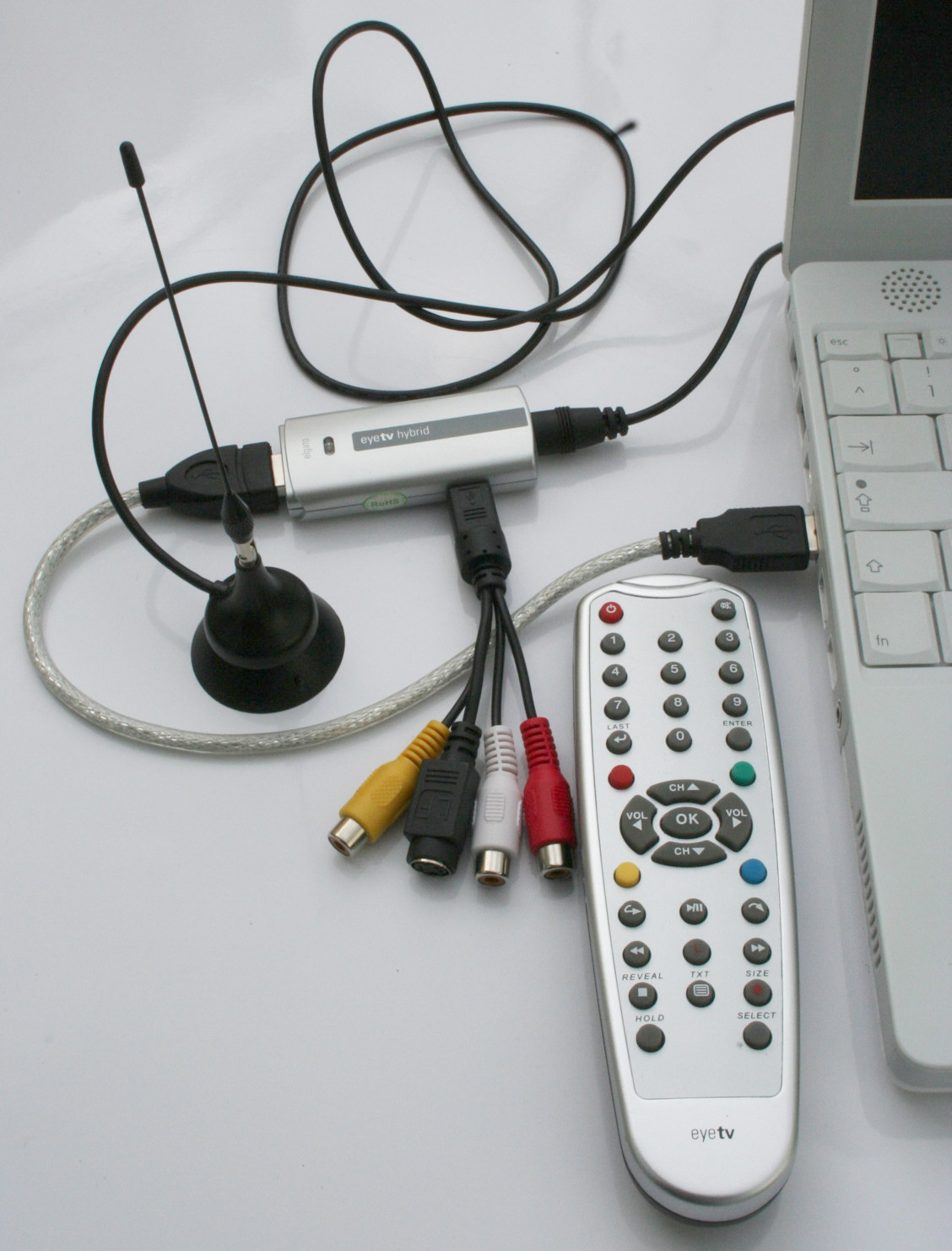
DVB-T-Stick mit Antenne und Fernbedienung

Ein DVB-T-Stick (auch USB-TV-Stick) ist ein kleines Empfangsgerät für DVB-T-Fernsehsignale, das über USB-Schnittstelle mit dem PC oder Notebook verbunden wird. Die Decodierung des Signals erfolgt durch die mitgelieferte Software. 

## Technik
DVB-T-Sticks verwenden die Diversity-Technik, um auch in Gebieten mit schwacher Sendeleistung eine gute Empfangsqualität zu gewährleisten. Dabei kommen zwei DVB-T-Empfänger gleichzeitig in einem Gerät zum Einsatz, die ihre Empfangssignale bündeln. Diese Technik ermöglicht es auch, gleichzeitig zwei verschiedene Sender zu empfangen, zum Beispiel, um parallel Sendungen aufzuzeichnen und zu schauen. Manche Software ermöglicht das auch ohne Diversity-Technik, wenn sich die Sender auf demselben Multiplex befinden. Häufig liegen DVB-T-Sticks BDA-Treiber bei, wodurch dem Benutzer eine große Auswahl an Betrachtersoftware aus dem Internet zur Verfügung steht und er sich nicht an das mitgelieferte Herstellerprogramm halten muss.

## DVB-T und DVB-T2
DVB-T verwendet MPEG-2 als Videokompression. Mit entsprechender Software kann man auch MPEG-4-komprimierte Sender empfangen. VISEO+, das einzige deutsche Beispiel dafür, ist jedoch verschlüsselt. 
DVB-T2 verwendet MPEG-4. DVB-T2-Empfänger sind meist abwärtskompatibel zu DVB-T. DVB-T2 nutzt in Deutschland die HEVC-Kompression, die deutlich höhere Anforderungen an die CPU stellt.

## Anbieter
Anbieter von DVB-T-Sticks sind ADS Tech, AVerMedia, Digittrade, dnt, Elgato, Emtec, Genius, Hama, Hauppauge, PCTV Systems, takeMS, Teac, TerraTec und Ultron. 
Im Lieferumfang enthalten sind meist eine Fernbedienung und eine kleine Zimmerantenne mit Magnetsockel, die auf einem kleinen Stück Blech in Fensternähe aufgestellt werden sollte: Bei einem vertikal polarisierten Sender aufrecht und bei einem horizontal polarisierten quer (siehe Artikel zum Sendemast für die Polarisation).

## Umstellung auf DVB-T2
Seit der Umstellung von DVB-T auf DVB-T2 2017 ist mit DVB-T-Sticks, die DVB-T2 nicht unterstützen, kein Fernsehempfang mehr möglich. Für Sticks mit einem Chip aus der Realtek-RTL2832-Serie existieren zwei Anwendungen, die weiterhin genutzt werden können:
- Mit Software, z. B. DAB Player oder AbracaDABra (siehe Weblinks) kann man damit DAB+ (Digitalradio) empfangen.
- Beim Projekt RTLSDR werden die Geräte zum Empfang fast beliebiger Ausstrahlungen genutzt, beispielsweise UKW-Radio.

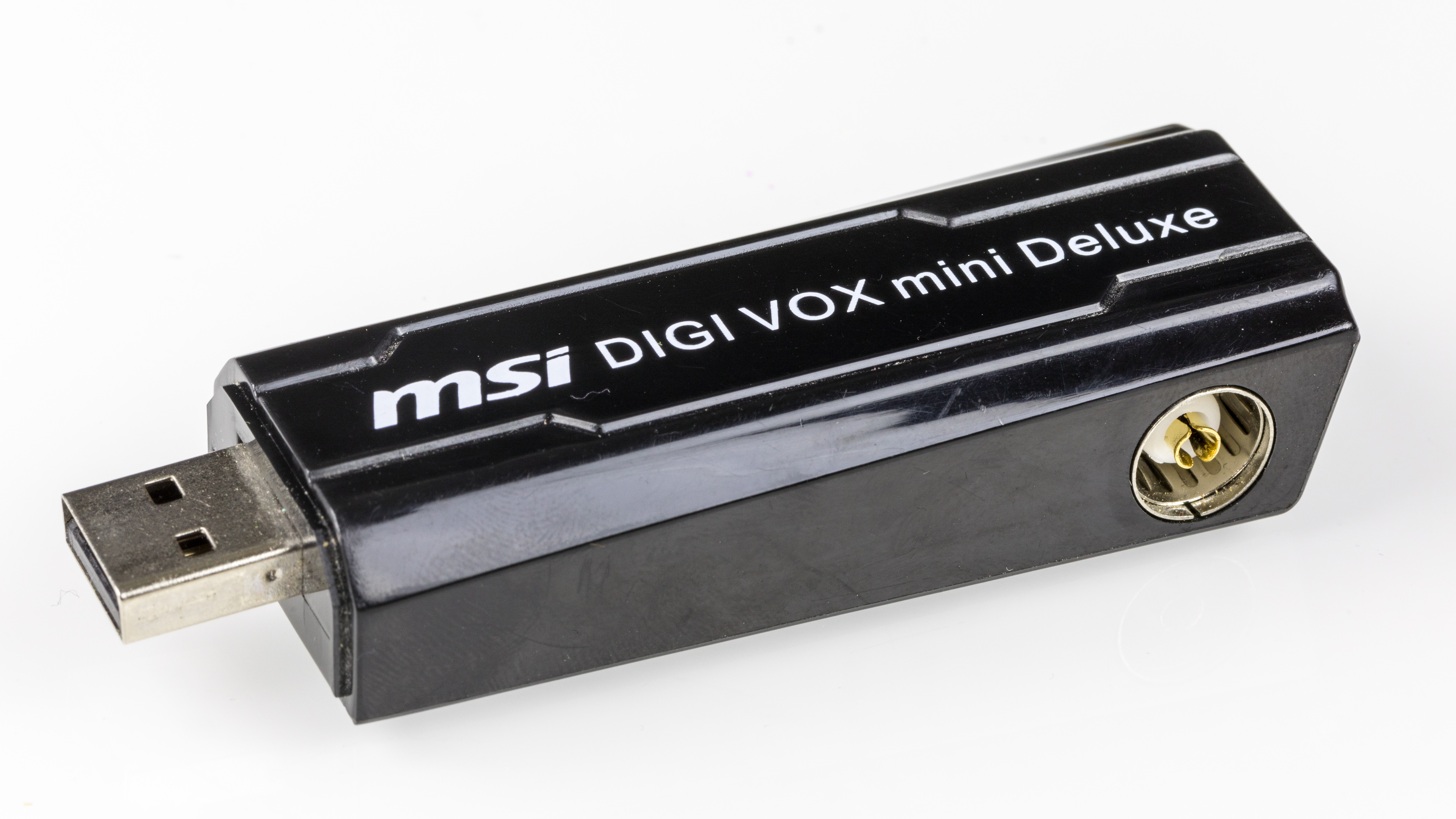
DVB-T-Stick Msi DIGI VOX mini
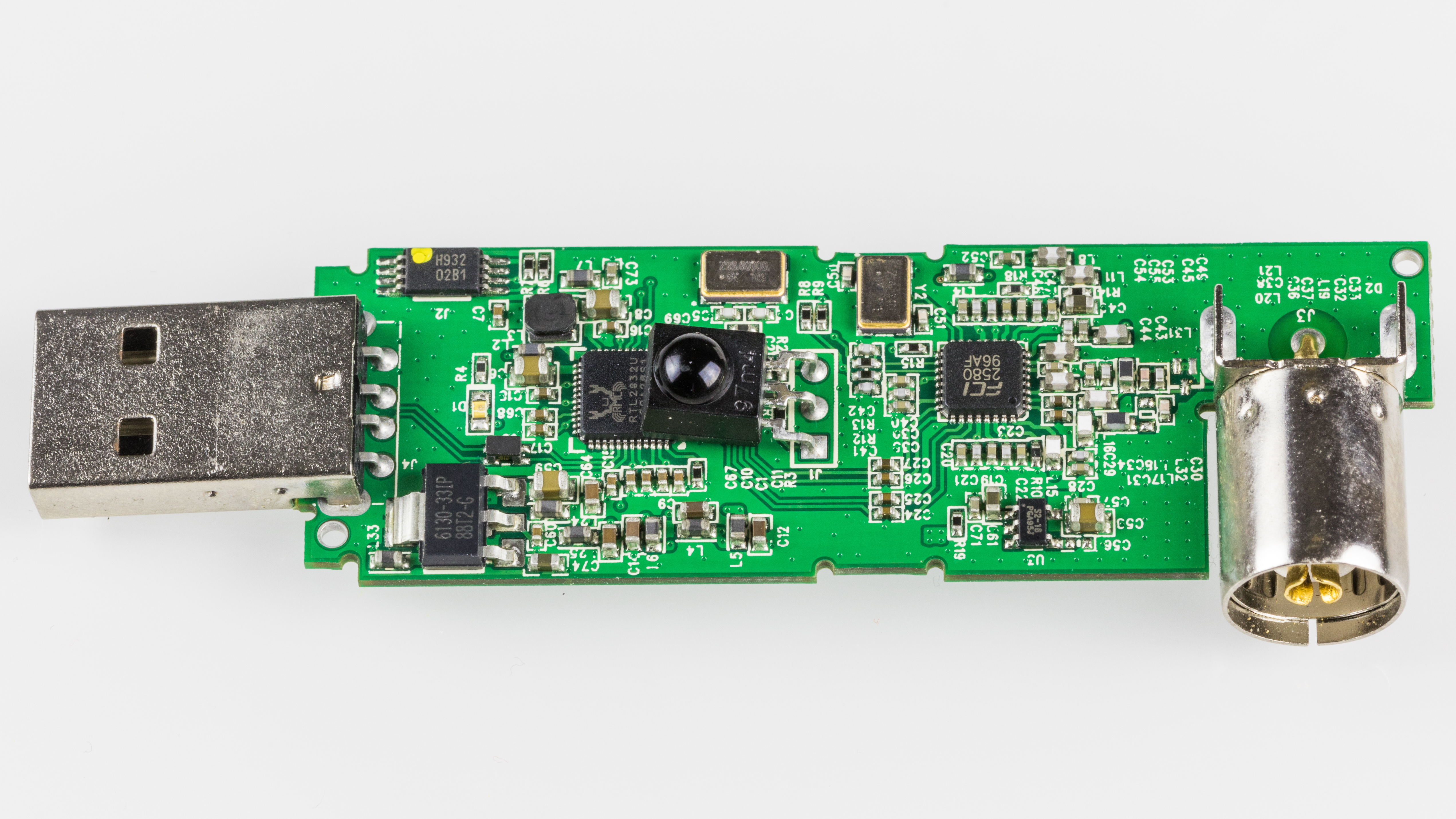
DVB-T-Stick Msi DIGI VOX mini, Platine mit RTL2832U